# 羅斯·烏布利希
羅斯·威廉·烏布利希（英語：Ross William Ulbricht；1984年3月27日—），美国商人，因於2011年創辦了暗網市場絲路而知名于世。烏布利希於2013年被捕之前一直營運著“絲路”網站，該網站為確保匿名性，在設計上只允许透過Tor访问，並仅以比特幣作為交易媒介。他的網名恐怖海盜羅伯茲取自《公主新娘》（The Princess Bride）及其改編電影中的同名角色。
2015年2月，烏布利希被美國當局控以洗黑錢、電腦入侵、串謀販毒、串謀販運虛假身份证明文件等罪。2015年5月，法院判處烏布利希双重無期徒刑，40年內不得假釋。後來，他先後把案件上訴至美国联邦第二巡回上诉法院（2017）和美国最高法院（2018），但兩度皆上訴失敗。他於亞利桑那州圖森監獄服刑。
2025年1月21日，美国总统當勞·特朗普宣佈特赦乌布利希。

## 早年經歷
烏布利希早年住在奧斯汀市區。幼時是一名童軍，並成功獲頒鷹級童軍。他先後就讀位於奧斯汀附近的西部山脊中学（West Ridge Middle School）和西湖高中（Westlake High School），2002年從高中畢業。
他之後憑著全额奖学金就讀德克薩斯州大學達拉斯分校，於當中修讀物理，最後於2006年成功取得學士學位。接下來他開始在宾夕法尼亚州立大学修讀材料科學與工程硕士課程，並研究晶体学。在烏布利希成功取得硕士學位之前，他就已對自由意志主義的經濟理論產生強烈興趣。比方說，他會支持路德維希·馮·米塞斯和榮·保羅的主張，並在校园參與有關經濟意識形態的辯論。
烏布利希於2009年成功取得硕士學位，並決定回到奧斯汀居住。此時他發現正規工作跟自身的個性不合，故打算自行創業。不過他的第一門事業以失敗告終。他曾試過以當日沖銷的方式賺錢，亦曾開過一間電子遊戲公司。烏布利希的母親稱，他的LinkedIn檔案並沒有提及暗網市場，反而更讓人認為他在營運著一款大型多人在线角色扮演游戏，上面寫道：「我正在製作一款经济模拟器，它能让人们亲身体验一下活在沒有系統性武力的世界是怎樣的」:7:20。

## 絲路、被捕與審判
絲路運行在Tor之上，並以比特幣作為交易媒介。Tor是一個運用加密協定的暗网網絡，它使得網絡流量在到達目的地前经由全球志願者免費提供的伺服器路由，以達至隱藏用戶真實IP地址的目的。故此烏布利希能透過把自身的網站以Tor站點的方式營運，來隱藏自身的IP地址。比特幣則是一款加密貨幣；虽然所有的比特币交易都會以區塊鏈的形式記錄下來，但由於它不會把用戶身份跟其線上錢包聯繫到一起，故同樣能夠在一定程度上確保匿名性
烏布利希在絲路上的網名為恐怖海盜羅伯茲（Dread Pirate Roberts）。不過他是否此帳戶的唯一使用者這道問題便有一定爭議。恐怖海盜羅伯茲表示，此一網站的靈感源自「《Alongside Night》和塞繆爾·愛德華·康金三世的作品」。
自2010年起，烏布利希便開始著手於建立他的線上市场，視之為線上二手書店的副業。在營運過程中，他還不時在網上發表自身所寫的日記；他在第一篇日記中稍微寫了一些過往經歷，并预测他能透過這次創業，使2011年成為「好景之年」。烏布利希在其LinkedIn頁面上可能稍微暗示過自身跟絲路的關係，他於上面提到了自身的願景：「以经济理论来消弭人与人之间的胁迫和侵略」，並指：「我正在製作一款經濟模擬器，它能讓人們親身體驗一下活在沒有系統性武力的世界是怎樣的」。他之後移居至舊金山。

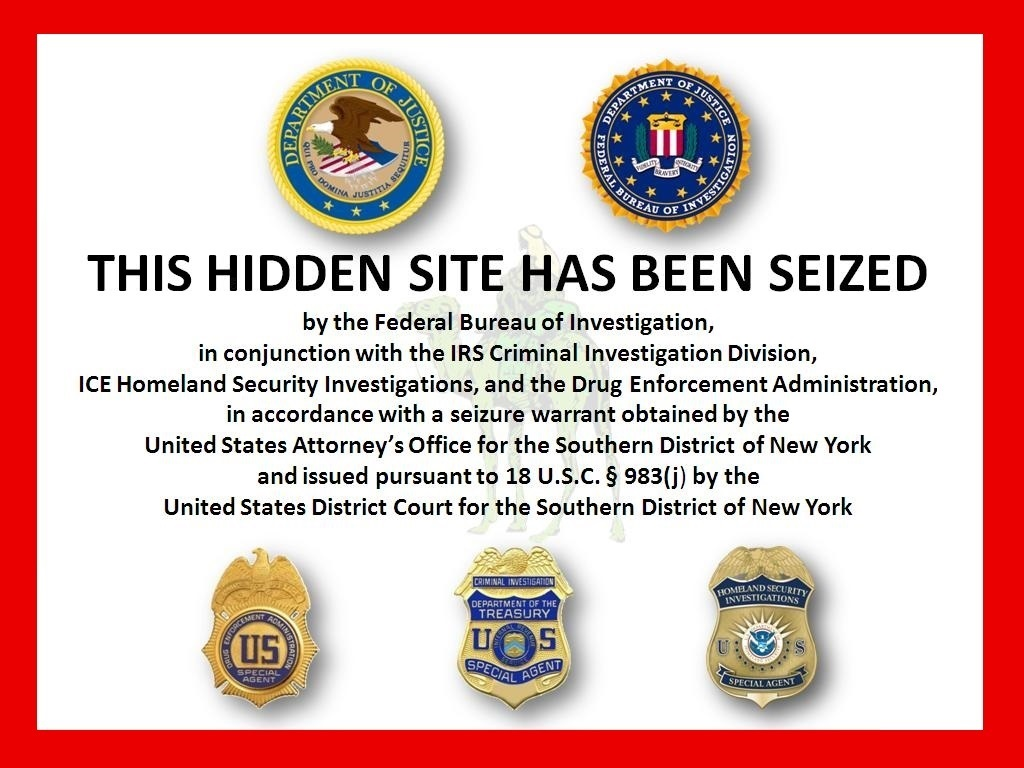
在美國聯邦調查局查封絲路後，它的首頁就被替換成上述圖像

2013年，美国国家税务局的调查人员加里·阿尔福德（Gary Alford）在跟美国缉毒局一起調查絲路時，首次把網名恐怖海盜羅伯茲跟烏布利希劃上聯繫。他首先發現絲路早期用於發佈通知的用戶為奧托伊德（altoid），然後在另一論壇上找到由同一名稱的用戶發出的帖文。於是他遵從此一線索，透過程式找出他的電郵地址。電郵地址上包含了他的全名。2013年10月，美國聯邦調查局在旧金山公立图书馆格伦公园（Glen Park）分館正式拘捕烏布利希，并指控他為網站的「幕後主腦」。
為了使烏布利希不能夠把手提電腦內的有關檔案刪除或加密，兩個探員先假裝成情侶，然後在他身旁大吵大鬧，使之分神。隨後第三個探員上場，一手奪走他的電腦，再把之交給探員托马斯·基尔南（Thomas Kiernan）。基尔南把一隻USB设备插進烏布利希的電腦，然後透過軟件复制关键檔案。
2014年8月21日，烏布利希正式被落案起訴，罪名為洗錢、電腦入侵、串謀販毒。法庭下令他在等候審訊期間需還押看管。
烏布利希在經過2015年1月的陪審團審判後，於2015年2月4日被裁定所有罪名成立。2015年5月29日，法院判處烏布利希雙重無期徒刑，40年內不得假釋。
联邦检察官還稱，烏布利希曾僱用殺手去嘗試殺掉至少5個人，涉及金額達73萬美元。這樣做的背後動機據稱是為了讓自身營運著絲路的真相不被發現。检察官认为，當中沒有一單是真的成事的。儘管在纽约联邦法院的审判當中，它並沒有控以烏布利希相關罪名，但呈堂證據支持上述指控。 法官在判处烏布利希無期徒刑時，考慮到了有關他僱用殺手的證據。第二巡迴上訴法院在決定維持原判時亦考慮了有關因素。美国马里兰联邦地区法院曾對烏布利希提出單獨起訴，指控他僱兇殺害他的一名僱員。不過在2018年7月，最高法院決定再度維持原判後，有關起訴被檢察官無條件駁回。

## 定罪后
烏布利希于2016年1月向美国第二巡回上诉法院提出上诉。上訴方主要認為檢方非法隱瞞了美國緝毒局探員在調查絲路時，參與瀆職行為的證據。之後兩名探員因此而被定罪。烏布利希还认为他的判刑過重。口頭辯論於2016年10月進行。2017年5月，第二巡回法院判處烏布利希上訴失敗，法官杰拉德·林奇（Gerard E. Lynch）為此擇寫了一份意見書，長達139頁。當中法院判斷地區法院否決「烏布利希排除某些非法證據的申請」的決定是正確的；接納了地區法院的專家證供和發現；驳回了烏布利希有關判決過重的論點。
2017年12月，烏布利希向美国最高法院提出呈请，要求法院就证据和量刑问题审理他的上诉。21個法院之友向法院提出了5份意見書，以支持烏布利希的呈请，其中包括全國律師協會、美国黑十字会（American Black Cross）、理性基金會、药物政策联盟、缩小DC基金会（Downsize DC Foundation）。美国政府提交了反对烏布利希呈请的回應書。2018年6月28日，最高法院驳回了烏布利希的呈请。
2019年，烏布利希的辩护律师以无效辩护（ineffective assistance of counsel）為由，嘗試去撤銷無期徒刑此一處罰；2019年8月，申請被驳回。

## 特赦獲釋
2025年1月21日，美国总统特朗普宣佈完全無條件赦免乌布利希。

总统特朗普在2025年1月21日發表的一篇Truth Social帖子中談到了特赦：
我剛剛打電話給羅斯·威廉·烏布利希的母親，讓她知道，為了紀念她和自由意志主義運動，對我給予了大力支持，我很高興剛剛簽署了對她兒子羅斯的完全無條件赦免。那些試圖定罪他的敗類就是那些參與利用現代政府武器來對付我的瘋子。他被判處兩次無期徒刑，外加40年有期徒刑。真荒謬！

## 延伸閱讀
- Greenberg, Andy. "Meet The Dread Pirate Roberts, The Man Behind Booming Black Market Drug Website Silk Road （页面存档备份，存于）". Forbes. 2013-08-14.
- Greenberg, Andy. "An Interview With A Digital Drug Lord: The Silk Road's Dread Pirate Roberts (Q&A) （页面存档备份，存于）". Forbes. 2013-08-14.
- Howell O’Neill, Patrick. "The mystery of the disappearing Silk Road murder charges （页面存档备份，存于）". The Daily Dot. 2014-10-22.
- Borders, Max. "Did Dread Pirate Roberts Deserve a Life Sentence?" ( （页面存档备份，存于）) (Opinion). Newsweek. 2015-06-01.
- Bertrand, Natasha. "Eerie diary entries written by the Silk Road founder who just got a life sentence （页面存档备份，存于）". Business Insider. 2015-05-29.
- Bearman, Joshuah. "Silk Road: The Untold Story （页面存档备份，存于）" Wired Magazine. 2015.
- Bilton, Nick, American Kingpin, 2017.
- Doherty, Brian. "Ross Ulbricht's Murder-for-Hire Charges Dropped by U.S. Attorney （页面存档备份，存于）". Reason. 2018-07-25.